# Johan Bergqvist
Johan Bergqvist, född den 11 december 1980 i Grycksbo, är en pianobaserad singer/songwriter. Han är också frontman i powerpopbandet The Genuine Fakes, gitarrist i hardcore-/popbandet Nutmeg, basist i alternativa rockbandet Hong Faux samt frilansmusiker. Han bor för närvarande i Stockholm med sin fru och livnär sig som musiker.

## Bakgrund
Bergqvist växte upp i bruksorten Grycksbo. Under tonåren spelade han i en mängd olika band och utforskade olika genrer. I gymnasiet flyttade han med familjen till Kuala Lumpur där han gick i amerikansk high school och spelade leadgitarr i ett bluesband. När han 1999 kom hem igen flyttade han till Hultsfred för att gå Music Management-programmet. Det var under denna tid hans soloprojekt började ta form och han beslöt sig för att fokusera på den mer lågmälda delen av sin repertoar som han inte funnit plats för i tidigare konstellationer.

## Musikkarriären
Under 2000-talet har han turnerat flitigt runtom i Sverige och Europa, både solo och med andra band. Han har öppnat för Kiss på Stockholms stadion, Ron Sexsmith, Jon Auer från The Posies såväl som varit förband till svenska akter såsom Kristofer Åström, Stefan Sundström, José Gonzàlez och Elin Sigvardsson. År 2003 spelade han på Stora Dans-scenen på Hultsfredsfestivalen
På hans skivor spelar bland andra Per Björling, Daniel Gamba (från Markus Krunegårds band), Magnus Karlsson och Magnus Friberg. Hans debutalbum "Throwaway Moments" mottogs väl av kritikerkåren, inte minst i USA där lovorden haglade: "[Johan Bergqvist] is a guy who has an insane knack for writing timeless, classic tunes in the vein of early 70's Elton John. While the big labels trip all over themselves spewing about such musical blight like Sufjan Stevens or the latest Elliott Smith inspired singer/songwriter, Bergqvist offers the real thing and another example of how out of touch the music industry is with finding simply great music built upon *songs*."
Andra artister Bergqvist spelat med är Karl Martindahl, Mikael Herrström, Friska Viljor och I Am the Flood. Han var tidigare gitarrist i Happypill (numera Roxie77) med medlemmarna Ryan Roxie och Anton Körberg m.fl. men lämnade 2008 bandet för att fokusera helhjärtat på sitt eget soloprojekt och The Genuine Fakes. Sedan 2006 är han också medlem i hardcore/pop-bandet Nutmeg där han har rollen som gitarrist, vokalist och medkompositör.
I februari 2010 bidrog han med gitarr och piano på låten "Wake Up World" som spelades in till förmån för Haiti-offren. Låten släpptes i samarbete med FRII och framfördes live på TV4 Nyhetsmorgon.
Under 2010 bildade han ett nytt band kallat Hong Faux tillsammans med sångaren Niklas Serén, gitarristen Björn Billgren och trummisen Daniel Israelsson. Den 17 november 2011 släpptes deras debutalbum The Crown that Wears the Head exklusivt på vinyl.

## Diskografi
| Titel                                                               | År   | Skivbolag                   | Band                                               |
| ------------------------------------------------------------------- | ---- | --------------------------- | -------------------------------------------------- |
| Boy Extracting Thorn (minialbum)                                    | 2002 | Pristine Music              | Solo                                               |
| This Could Be Our Time (singel)                                     | 2003 | Pristine Music              | Solo                                               |
| Throwaway Moments (album)                                           | 2004 | Pristine Music              | Solo                                               |
| Our Songs - A Tribute to Shawn Smith (samlingsalbum)                | 2004 | Yak Music                   | Solo                                               |
| Groove CD6 (samlingsalbum)                                          | 2004 | Musiktidningen Groove       | Solo                                               |
| This Year/36 Hours (singel)                                         | 2008 | R77Sound Records            | Happy Pill                                         |
| The Trigger (album)                                                 | 2008 | Iconic Noise                | Nutmeg                                             |
| Beautiful Escape... Is Coming Right Along (samlings-EP)             | 2008 | Burning Sky Records         | The Genuine Fakes                                  |
| Beautiful Escape: The Songs of The Posies Revisited (samlingsalbum) | 2008 | Burning Sky Records         | The Genuine Fakes                                  |
| All I Want for Christmas (singel)                                   | 2009 | Pristine Music              | The Genuine Fakes                                  |
| Songbox Fan Crusade Vol. 1 (samlingsalbum)                          | 2009 | Songbox                     | The Genuine Fakes                                  |
| Wake Up World (Officiell Haiti-låt)                                 | 2010 | Ramtitam Records            | Robin Bengtsson, Karl Martindahl & Daniel Karlsson |
| I Don't Want It (singel)                                            | 2010 | Pristine Music              | The Genuine Fakes                                  |
| When Reality Hits You (singel)                                      | 2010 | Pristine Music              | The Genuine Fakes                                  |
| Irreplaceable (singel)                                              | 2010 | Pristine Music              | The Genuine Fakes                                  |
| "The Striped Album" (album)                                         | 2010 | Pristine Music              | The Genuine Fakes                                  |
| Novus Forum MMX (EP)                                                | 2010 | Bad Boar/X5 Music           | Hong Faux                                          |
| Space (singel)                                                      | 2011 | Pristine Music/Iconic Noise | Nutmeg                                             |
| Together We Are Not Alone (samlingsalbum)                           | 2011 | Thistime Records            | Solo, The Genuine Fakes                            |
| Liner Notes (EP)                                                    | 2011 | Pristine Music              | The Genuine Fakes                                  |
| The Crown that Wears the Head (album)                               | 2011 | Pristine Music/Bad Boar     | Hong Faux                                          |
| This Christmas Time (samlingsalbum)                                 | 2011 | Thistime Records            | The Genuine Fakes                                  |
| Power Pop Planet Volume One (samlingsalbum)                         | 2012 | NotLame                     | The Genuine Fakes                                  |
| Hello Neptune (EP)                                                  | 2014 | Razzia Records              | Hong Faux                                          |
| A Kool Kat Kristmas Volume Two (samlingsalbum)                      | 2014 | Kool Kat Musik              | The Genuine Fakes                                  |
| The Southside Cavern Volume One (samlingsalbum)                     | 2015 | Porter & Thorells Syndrom   | The Genuine Fakes                                  |
| A Message from Dystopia (album)                                     | 2015 | Razzia Records              | Hong Faux                                          |
| Frost (EP)                                                          | 2015 | Pristine Music              | The Genuine Fakes                                  |
| Conceited (singel)                                                  | 2016 | Pristine Music              | The Genuine Fakes                                  |
| Guns N' Roses Saved My Life (singel)                                | 2016 | Pristine Music              | The Genuine Fakes                                  |
| Humdrum Routine (singel)                                            | 2017 | Pristine Music              | The Genuine Fakes                                  |
| Even With You (singel)                                              | 2018 | Pristine Music              | The Genuine Fakes                                  |
| Issues (album)                                                      | 2018 | Pristine Music              | The Genuine Fakes                                  |